# イングランド・連合グランドロッジ

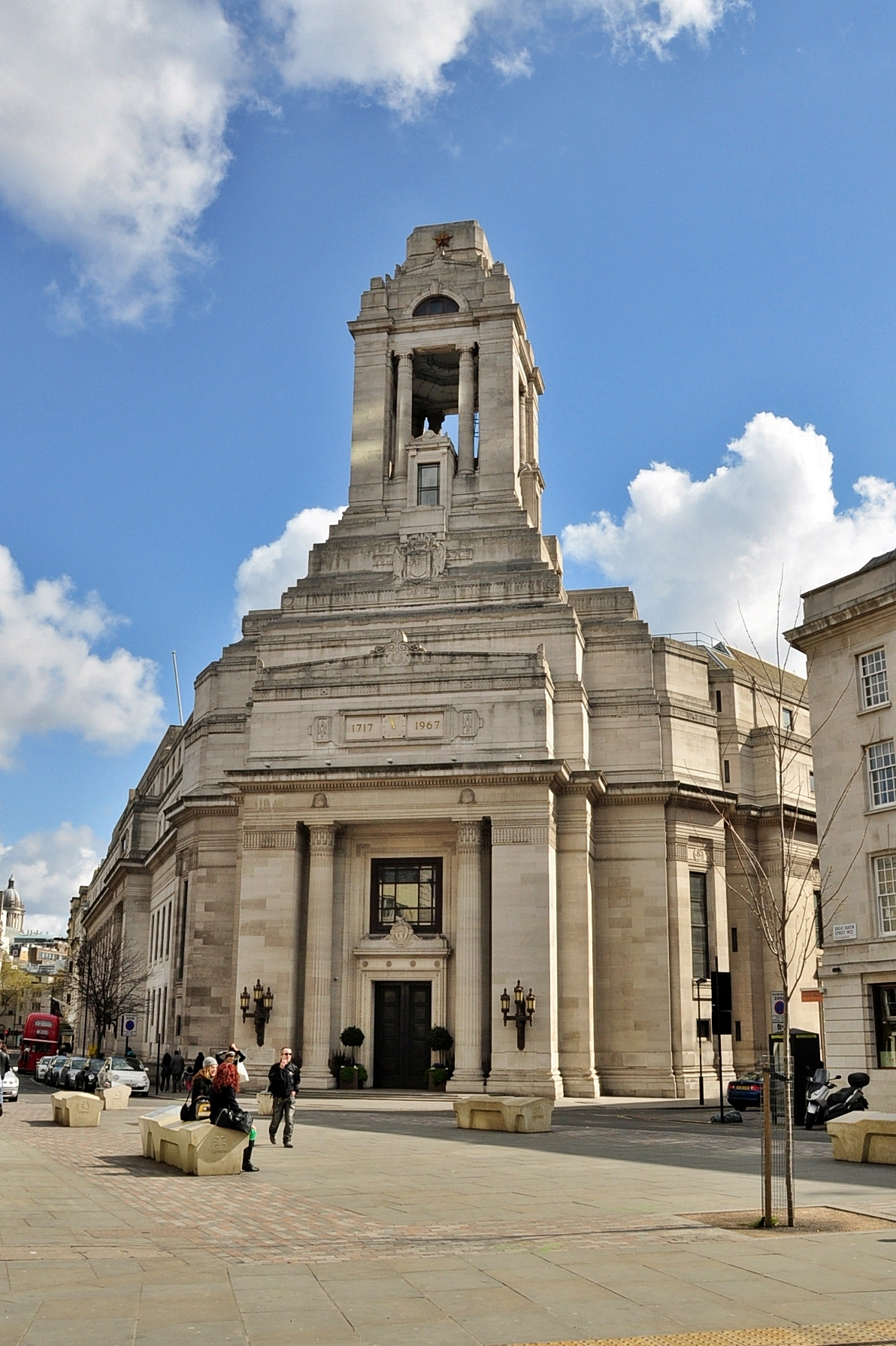
ロンドンにある連合グランドロッジの本部フリーメイソン・ホール

イングランド・連合グランドロッジ（英: United Grand Lodge of England (UGLE)）は、イギリスのイングランド及びウェールズのフリーメイソンの統括組織である。ロンドン、カムデン区ホルボーン (60 Great Queen St, Holborn, London) にある。
1751年以来二つに分裂していたイングランド・グランドロッジが1813年に再統合されたことで成立した。最高指導者はグランドマスターであり、現在のグランドマスターはエリザベス2世の従姉弟にあたる王族ケント公エドワード王子が務めている。

## 歴史
1717年、ロンドンにイングランド・フリーメイソンのロッジの統合組織として「グランドロッジ」が初めて創設された。しかし1751年7月にはロンドン在住のアイルランド人がロンドン・グランドロッジに加入を拒否された事件があり、それをきっかけに古代派グランドロッジがグランドロッジから分離して成立した。古代派は自分たちこそが古代フリーメイソンの伝統の継承者と自負し、既存のグランドロッジを「近代派」と呼んで批判した。
以降半世紀以上にわたってイングランドのフリーメイソンは首位グランドロッジ(「近代派」)と古代派グランドロッジに分裂していた。しかし1789年にフランスで発生したフランス革命とその後の対フランス戦争(フランス革命戦争・ナポレオン戦争)の影響でイギリス社会は一丸となるべきという機運が高まり、そうした中でフリーメイソン内部でも両グランドロッジの統合へ向けた動きが加速し、1813年12月27日には連合グランドロッジが創設された。その初代グランドマスターには、首位グランドロッジ(「近代派」)のグランドマスターである王族サセックス公オーガスタス・フレデリック(1773-1843)が就任した。
以降サセックス公は薨去するまでの30年にわたってグランドマスターに在職し、イギリス・フリーメイソンを自由主義的に指導した。しかし時代は世界中で植民地を拡大中の大英帝国の最盛期であり、イギリス臣民のナショナリズムも最高潮に高まっていた。そうした中でイギリス・フリーメイソンも保守的な組織へと変貌していった。理神論を掲げて進歩思想を先駆してきた18世紀に比べて、19世紀に入ってからの彼らはキリスト教社会の秩序を維持しようという保守的な活動が目立つようになる。理神論を捨てたイギリス・フリーメイソンは、実質的に上流階級の社交クラブでしかなくなってしまった。
また19世紀は近代化に成功して未曾有の繁栄を享受していたヨーロッパ諸国に比べて封建主義的なアジア・アフリカ諸国の惨めさが際立っていたため、大英帝国をはじめとするヨーロッパ植民地帝国諸国の間で有色人蔑視と白人至上主義が高まった。平等主義を理念の一つに掲げているはずのフリーメイソンもその影響は避けられず、植民地インドに設置したロッジなどは現地民インド人の加入を人種を理由に拒否することが多かった。しかしそうした差別は自由主義的なサセックス公の取り組みのおかげで少しずつ改善されていった。

## 歴代グランドマスター
| 代数 | 肖像 | 爵位 名前 （生没年）                                                    | 在職期間        | 備考                                              |
| ---- | ---- | ----------------------------------------------------------------------- | --------------- | ------------------------------------------------- |
| 1    |      | 初代サセックス公爵 オーガスタス・フレデリック王子 （1773-1843）         | 1813年 - 1843年 | ジョージ3世の第6王子                              |
| 2    |      | 第2代ゼットランド伯爵 トマス・ダンダス （1795-1873）                    | 1843年 - 1870年 |                                                   |
| 3    |      | 第3代ド・グレイ伯爵 ジョージ・ロビンソン （1827-1909）                  | 1870年 - 1874年 | 首相ゴドリッチ子爵の息子                          |
| 4    |      | プリンス・オブ・ウェールズ アルバート・エドワード王子 （1841-1910）     | 1874年 - 1901年 | ヴィクトリア女王の第1王子 後の英国王エドワード7世 |
| 5    |      | 初代コノート＝ストラサーン公爵 アーサー王子 （1850-1942）               | 1901年 - 1939年 | ヴィクトリア女王の第3王子                         |
| 6    |      | 初代ケント公爵 ジョージ王子 （1902-1942）                               | 1939年 - 1942年 | ジョージ5世の第4王子                              |
| 7    |      | 第6代ヘアウッド伯爵 ヘンリー・ラッセルズ （1882-1947）                  | 1942年 - 1947年 | ジョージ5世の娘メアリーと結婚                     |
| 8    |      | 第10代デヴォンシャー公爵 エドワード・キャヴェンディッシュ （1895-1950） | 1947年 - 1950年 | 長男がケネディ大統領の妹と結婚                    |
| 9    |      | 第11代スカーバラ伯爵 ロジャー・ラムリー （1896-1969）                   | 1951年 - 1967年 |                                                   |
| 10   |      | 第2代ケント公爵 エドワード王子 （1935-存命）                            | 1967年 - 現職   | 初代ケント公の長男 エリザベス女王の従姉弟         |

### 歴代グランドマスター代理
王室の公務に忙しい王族がグランドマスターに就任した場合は、グランドマスター代理(Pro Grand Master)が置かれる。代理はその王族が公務のためにグランドマスターの職務をとれない場合にグランドマスターの職務を代行する。副グランドマスター(acting Grand Master)とは別個の役職である。
ウェールズ大公アルバート・エドワード王子の代理
- 第4代カーナーヴォン伯爵ヘンリー・ハーバート(在職1874年-1890年)
- 初代レイサム伯爵（英語版）エドワード・ボートル＝ウィルブラハム（英語版） (在職1891年-1898年)
- 第3代アマースト伯爵（英語版）ウィリアム・アマースト（英語版） (在職1898年-1908年)

コノート公アーサー王子の代理
- 第3代アマースト伯爵（英語版）ウィリアム・アマースト（英語版） (在職1898年-1908年)
- 第2代アンプトヒル男爵オリヴァー・ラッセル（英語版） (在職1908年-1935年)

ケント公エドワード王子の代理
- 第3代コーンウォリス男爵フィンズ・コーンウォリス（英語版） (在職1982年-1991年)
- 第12代ファーンハム男爵（英語版）バリー・マクスウェル（英語版） (在職1991年-2001年)
- 第7代ノーザンプトン侯爵スペンサー・コンプトン(在職2001年-2009年)
- ピーター・ラウンズ (在職2009年-現在)